# クィーン・メリー号襲撃
『クィーン・メリー号襲撃』（Assault on a Queen）は、1966年のアメリカ合衆国の映画。
ジャック・フィニイによる1959年の小説を原作としている。出演はフランク・シナトラなど。

## キャスト
| 役名                     | 俳優                 | 日本語吹替                     |
| 役名                     | 俳優                 | NETテレビ版                    |
| ------------------------ | -------------------- | ------------------------------ |
| マーク                   | フランク・シナトラ   | 家弓家正                       |
| ローザ                   | ヴィルナ・リージ     | 武藤礼子                       |
| ビック                   | トニー・フランシオサ | 広川太一郎                     |
| リンク                   | エロール・ジョン     | 田中信夫                       |
| エリック                 | アルフ・ケジェリン   | 中村正                         |
| トニー                   | リチャード・コンテ   | 西田昭市                       |
| 船長                     | マーレイ・マシソン   | 寄山弘                         |
| マスター・アットアームズ | レジナルド・デニー   |                                |
| 銀行マネージャー         | ジョン・ワーバートン |                                |
| 医師                     | レスター・マシューズ | 上田敏也                       |
| トレンチ                 | ヴァル・エイヴリー   | 田中康郎                       |
| 湾岸警備隊長             | ロバート・ホイ       | 北村弘一                       |
|                          |                      |                                |
| 演出                     | 演出                 | 春日正伸                       |
| 翻訳                     | 翻訳                 | 進藤光太                       |
| 効果                     |                      |                                |
| 調整                     |                      |                                |
| 制作                     | 制作                 | 東北新社                       |
| 解説                     |                      |                                |
| 初回放送                 | 初回放送             | 1977年1月22日 『土曜映画劇場』 |

## スタッフ
- 監督：ジャック・ドノヒュー
- 製作：ウィリアム・ゲッツ
- 原作：ジャック・フィニイ
- 脚本：ロッド・サーリング
- 撮影：ウィリアム・H・ダニエルズ
- 編集：アーチー・マーシェク
- 音楽：デューク・エリントン

### 日本語版
- 演出：春日正伸
- 翻訳：進藤光太
- 制作：東北新社